# The Power Station
The Power Station fue un supergrupo inglés -estadounidense de rock fundado en Nueva York en 1984. Durante un período de inactividad de Duran Duran, el bajista John Taylor y su novia Bebe Buell quisieron grabar una versión de «Get It On» de T. Rex con la participación del guitarrista Andy Taylor y el baterista Tony Thompson de Chic. Al poco tiempo, la pareja se separó y, en vez de grabar un sencillo, los tres músicos optaron por registrar con el nombre de Big Brother un álbum de estudio con distintos cantantes como invitados. Entre ellos estaba el británico Robert Palmer, que iba a cantar en un solo tema, pero tras probar con la maqueta de «Get It On» decidieron editar todo el disco con él, lo que dio paso inesperadamente a la creación de The Power Station. 
En 1985 publicaron su álbum debut homónimo que logró una positiva notoriedad en los mercados mundiales, sobre todo en los Estados Unidos, en donde alcanzó el sexto lugar en el Billboard 200 y en menos de un año vendió más de un millón de copias. Él éxito que consiguió los motivó a realizar una gira promocional, pero días antes de iniciarla Palmer renunció para retomar su carrera solista y contrataron a Michael Des Barres, vocalista de Detective, en su lugar. A pesar de que la gira contó con varias presentaciones, incluida una aparición en el concierto benéfico Live Aid en Filadelfia, para noviembre de 1985 la banda se había separado. Diez años después, los cuatro miembros originales se reunieron y compusieron material para un nuevo disco, pero antes de terminarlo John se retiró por problemas personales. Bernard Edwards —productor de ambos discos— cubrió su puesto, sin embargo, en abril de 1996 falleció por una neumonía en Japón. Los tres músicos restantes terminaron el disco y salió a la venta en 1996 con el título de Living in Fear. Después de una gira promocional por Estados Unidos, Japón y Europa, The Power Station se separó. En 2003, con el fallecimiento de Robert Palmer y Tony Thompson, se acabó toda posibilidad de una eventual reunión.

## Historia

### Antecedentes

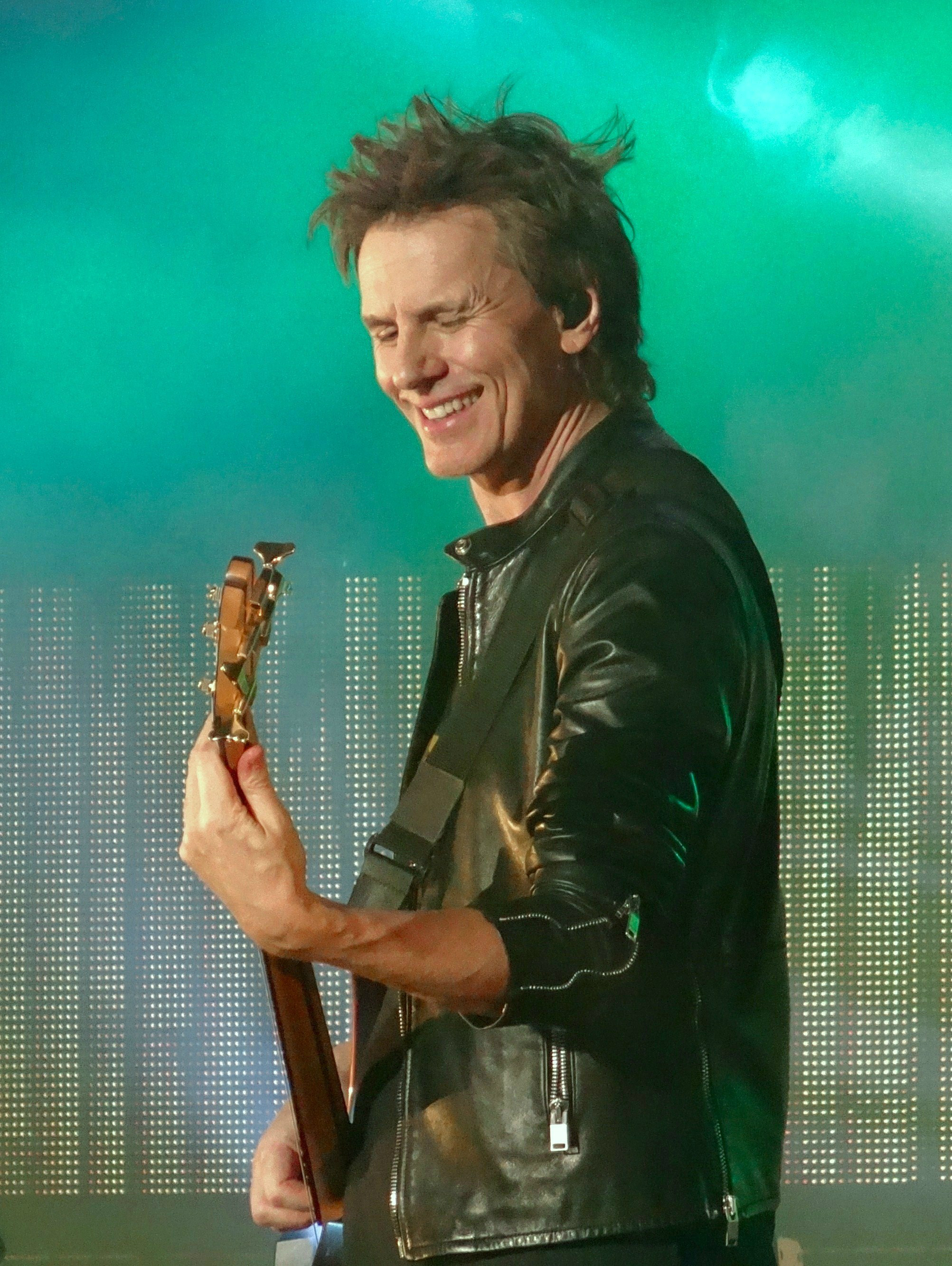
La creación de The Power Station derivó de un proyecto personal del bajista John Taylor (en la imagen)

En la primera mitad de la década de 1980, la banda británica Duran Duran gozaba de una gran popularidad gracias a sus álbumes, sencillos y giras de conciertos. En 1984, después del tour promocional del disco Seven and the Ragged Tiger (1983), la agrupación había considerado hacer una pausa a su carrera, pero a finales de ese año fueron invitados a participar en la canción «Do They Know It's Christmas?» del proyecto Band Aid. De acuerdo con el teclista Nick Rhodes, había una presión para grabar una nueva producción, pero ellos, agotados del horario largo e ininterrumpido de trabajo, dijeron no y prefirieron tomar un descanso en 1985. Sin embargo, este parón como tal nunca llegó, puesto que sus cinco integrantes formaron dos proyectos paralelos: Rhodes, Simon Le Bon y Roger Andrew Taylor fundaron Arcadia, mientras que Andy Taylor y John Taylor, The Power Station.

### Formación
En una entrevista de 1998, John mencionó que: «Necesitaba un descanso de Duran [...] En cierto modo, necesitaba declarar mi propia independencia». Por ello, junto con Bebe Buell —su pareja por aquel entonces— decidieron grabar una versión funky del tema «Get It On» de T. Rex con la participación de Andy y el baterista de Chic, Tony Thompson. John y Andy conocieron a Thompson en mayo de 1983 en Fréjus (Francia), cuando él era parte de la banda de David Bowie en su gira Serious Moonlight. Los cuatro, junto con el bajista y compañero de Thompson en Chic, Bernard Edwards, se reunieron en los estudios Maison Rouge de Fulham (Inglaterra). El concepto de John era que Buell cantara en la canción, pero antes de grabarla formalmente la pareja terminó su relación. Paralelo a ello, John y Andy se reunieron con Mars Williams, saxofonista de The Psychedelic Furs, quien recientemente había trabajado con Billy Idol y por ende conocía a Steve Stevens y Thommy Price, guitarrista y baterista de Idol, respectivamente. Con la ayuda de Mick Ronson, ambos Taylor, Williams, Stevens y Price entraron a un estudio de grabación, pero a pesar de que registraron un material, la banda nunca llegó a nada porque había muchos egos involucrados según Williams.
De vuelta al proyecto original, luego de la salida de Buell, John Taylor (bajo), Andy Taylor (guitarra) y Tony Thompson (batería) optaron por formar un supergrupo llamado Big Brother. En vez de editar solo una versión de «Get It On», el plan cambió a grabar un álbum de estudio con varios cantantes de rock como invitados, entre ellos Mick Ronson, Billy Idol, Mick Jagger, Richard Butler y Robert Palmer. La elección de este último se debió a que John admiraba su trabajo y porque lo consideraba como su influencia. El británico iba a cantar únicamente en el tema «Communication», pero una vez que se enteró de que tenían un demo de «Get It On», les preguntó si podía tratar con ese también. El resultado fue tan positivo, que Edwards —quien asumió como productor— les dijo que escogieran a Palmer como su cantante.

### Álbum debut y éxito comercial
Una vez que alguien se enteró de que Janis Joplin había integrado una banda llamada Big Brother and the Holding Company, el ahora cuarteto cambió su nombre al actual en homenaje al estudio de grabación The Power Station de Nueva York. El 16 de febrero de 1985 presentaron en el programa de televisión Saturday Night Live los temas «Some Like It Hot» y «Get It On (Bang a Gong)», que fue la primera y única ocasión en que la formación original tocó en vivo. Al mes siguiente salió al mercado su álbum debut, The Power Station, con un estilo entre pop rock y dance rock con el que los Taylor buscaban alejarse del pulido synth pop de Duran Duran según Stephen Thomas Erlewine de Allmusic.
El disco consiguió buenas posiciones en las listas musicales de varios países. En el Reino Unido, por ejemplo, logró el puesto 12 en el UK Albums Chart y la Industria Fonográfica Británica (BPI) le entregó un disco de oro en representación a 100 000 copias vendidas en ese país. Por su parte, en los Estados Unidos alcanzó la sexta casilla del Billboard 200 y antes de culminar el año la Recording Industry Association of America (RIAA) le confirió un disco de platino por vender más de un millón de copias. Para promocionarlo, en el transcurso de 1985 se lanzaron tres sencillos: «Some Like It Hot», «Get It On» y «Communication». Los dos primeros tuvieron un positivo desempeño en las listas musicales, «Some Like It Hot» entró en los conteos de más de diez países y logró estar entre los diez sencillos más vendidos en Australia, Austria, Bélgica (Región Valona), Estados Unidos, Países Bajos y Nueva Zelanda; mientras que «Get It On» consiguió mismo resultado en Australia y Estados Unidos.
A pesar de que el proyecto no contemplaba la realización de una gira de conciertos, la popularidad que consiguieron sus sencillos y el disco —sobre todo en los Estados Unidos— los motivó a planear una. El resultado fue un tour de verano por algunas ciudades de los Estados Unidos y Canadá durante julio y agosto de 1985, que contempló a Paul Young, Orchestral Manoeuvres in the Dark, Spandau Ballet, entre otros artistas, como bandas de apertura. Diez días antes de comenzar la gira, Robert Palmer renunció para retomar su carrera solista, así que para cubrir su puesto el agente de la banda Wayne Fortay contactó al exvocalista de Detective Michael Des Barres, aunque la primera opción de Andy era Paul Young, quien no estaba disponible. Gracias a la amistad de Des Barres con el actor Don Johnson, la banda apareció en el episodio «Whatever Works» de la serie de televisión Miami Vice emitido el 4 de octubre de 1985. De igual manera, The Power Station grabó el tema «We Fight for Love» para los créditos finales de la película Commando protagonizada por Arnold Schwarzenegger. Cabe señalar que en la edición 25° aniversario del disco The Power Station esta canción se incluyó como bonus track con el título de «Someday, Somehow, Someone's Gotta Pay».
Pese a que la gira contó con varias fechas, incluida una aparición en el concierto benéfico Live Aid en Filadelfia, John Taylor contó que el tour no fue divertido y que «a mitad del recorrido, había perdido mucho de su brillo». De acuerdo con la periodista Jo Anne Green de la revista Goldmine, la gira «había sido decepcionante porque Michael Des Barres no era Robert Palmer e incluso los fanáticos de los Taylor sabían la diferencia». Para noviembre de 1985, en el momento en que su último sencillo —«Communication»— llegó apenas al puesto 75 en la lista UK Singles Chart del Reino Unido, The Power Station se había separado. Todos sus integrantes siguieron caminos diferentes: John Taylor regresó a Duran Duran, mientras que Andy la abandonó. Robert Palmer grabó su octavo disco Riptide, Tony Thompson continuó una carrera como músico de sesión y Michael Des Barres publicó Somebody Up There Likes Me en 1986.

### Reunión y separación definitiva
En 1995, Robert Palmer, Andy Taylor, John Taylor y Tony Thompson se reunieron para trabajar en un nuevo álbum de estudio. Entre los cuatro escribieron el material de su siguiente producción, pero antes de registrarla John renunció debido a sus problemas personales, ya que estaba en medio de una rehabilitación y un divorcio. Su salida atrasó los planes originales porque, a pesar de que ya tenían un contrato de publicación en el resto del mundo, Polydor Records, quien distribuiría en los Estados Unidos, rechazó el trato ante la falta de uno de los músicos. Así que el productor Bernard Edwards debió asumir su lugar y regrabó la línea de bajo. Una vez que las grabaciones quedaron terminadas, Edwards viajó a Japón para tocar con Nile Rodgers y allí contrajo una neumonía que terminó con su vida el 18 de abril de 1996. La noticia afectó al resto del supergrupo, pero optaron por finiquitar los últimos retoques y publicar el álbum a modo de homenaje para su otrora productor y bajista.
Titulado como Living in Fear, el segundo disco recibió reseñas favorables por parte de la prensa, especialmente de las revistas británicas no semanales. El crítico Stephen Thomas Erlewine mencionó que era un digno sucesor de The Power Station, pero lamentablemente el momento de la industria musical no era el adecuado, ya que estuvo lejos de igualar el éxito comercial de su antecesor. Pasó prácticamente desapercibido en los Estados Unidos como en el Reino Unido, salvo que en este último su sencillo promocional, «She Can Rock It», alcanzó el puesto 63 en el UK Singles Chart. La gira promocional contó con presentaciones en Japón, Europa y Estados Unidos durante 1996 y 1997, para la que contrataron a Luke Morley de Thunder como segundo guitarrista. Por su parte, para cubrir el puesto del fallecido bajista, Guy Pratt los ayudó por un par de semanas, hasta que incluyeron a Manny Yates. Después de la gira The Power Station se separó definitivamente. En 2003 con el fallecimiento de Robert Palmer y Tony Thompson se terminó cualquier posibilidad de una eventual reunión.

## Miembros
| - Robert Palmer: voz (1984-1985, 1995-1997) - Andy Taylor: guitarra (1984-1985, 1995-1997) - John Taylor: bajo (1984-1985, 1995) - Tony Thompson: batería (1984-1985, 1995-1997) | - Michael Des Barres: voz (1985) - Bernard Edwards: bajo (1995-1996) - Guy Pratt: bajo (1996) - Manny Yates: bajo (1996-1997) - Luke Morley: guitarra (1996-1997) |

## Discografía
- 1985: The Power Station
- 1996: Living in Fear
- 2003: The Best of The Power Station (recopilatorio)